# Station Chenonceaux
Station Chenonceaux is een spoorwegstation in de Franse gemeente Chenonceaux.